# Joonas Suotamo
Joonas Viljami Suotamo (født 3. oktober 1986) er en finsk basketballspiller og skuespiller. Han er bedst kendt for at have overtaget rollen som Chewbacca i Star Wars fra Peter Mayhew, begyndende med Star Wars: The Force Awakens (2015). Han er 213 cm høj.

## Karriere
Som ung spillede Suotamo roller på teater. Han studerede på Pennsylvania State University (PSU) og spillede power forward og center for Penn State Nittany Lions. Barndommens interesse for musik, kunst og film førte til, at han studerede film og video på PSU. Han gjorde det godt akademisk på universitetet, hvor han to gange blev valgt til Academic All-Big Ten team. Han afsluttede sin uddannelse efter 3½ år med en bachelorgrad i kunst i december 2008 for at gennemføre sin finske værnepligt og for at få en filmkarriere.
Suotama spillede syv sæsoner i de finske basketballligaer, herunder fire sæsoner i den øverste liga, Korisliiga. Han har desuden spillet tre kampe for det finske basketballlandshold og 66 kampe for ungdomslandshold. Derudover har han arbejdet som forsikringssælger.
Suotamo er både skuespiller og musiker, men hans højde begrænser udvalget af roller, så han fokuserer også på at instruere. Han dublerede Peter Mayhew i rollen som Chewbacca i Star Wars: The Force Awakens (2015) og spillede rollen på egen hånd i Star Wars: The Last Jedi (2017) med Mayhew som konsulent. Han vil desuden spille rollen på egen hånd i Solo: A Star Wars Story (2018).

## Film
| År   | Titel                        | Rolle     | Bemærkninger                |
| ---- | ---------------------------- | --------- | --------------------------- |
| 2015 | Star Wars: The Force Awakens | Chewbacca | Delt rolle med Peter Mayhew |
| 2017 | Star Wars: The Last Jedi     | Chewbacca |                             |
| 2018 | Solo: A Star Wars Story      | Chewbacca |                             |